# Eftimova
Eftimova je priimek več oseb:
- Inna Eftimova, bolgarska atletinja
- Milka Eftimova, makedonska operna pevka